# 萊爾斯維爾 (北卡羅萊納州)
萊爾斯維爾（英語：Lilesville）是一個位於美國北卡羅萊納州安森縣的城鎮。

## 人口
根據2020年美國人口普查的數據，萊爾斯維爾的面積為2.57平方千米，皆為陸地。當地共有人口395人，而人口密度為每平方千米154人。